# Flächennutzungsplan
Der Flächennutzungsplan (vorbereitender Bauleitplan, FNP, F-Plan) ist ein Instrument der räumlichen Planung in der Bundesrepublik Deutschland, in dem die beabsichtigte städtebauliche Entwicklung einer Gemeinde kartografisch und textlich dargestellt wird. Er wird durch die Gemeinde als Ausdruck ihrer Planungshoheit aufgestellt, erstreckt sich auf das gesamte Gemeindegebiet und ist durch die höhere Verwaltungsbehörde zu genehmigen sowie dieser Bescheid ortsüblich bekanntzumachen.
Die im Flächennutzungsplan dargestellten Bodennutzungen werden dann durch Bebauungspläne für einzelne Teile des Gemeindegebiets konkretisiert und rechtsverbindlich festgesetzt. Gemeinsam bilden Flächennutzungspläne und Bebauungspläne die gemeindliche Bauleitplanung.
Die möglichen Inhalte, das Verfahren der Planaufstellung und die rechtlichen Folgewirkungen des Flächennutzungsplanes sind im Baugesetzbuch definiert. Ergänzende Vorgaben zu den Inhalten finden sich in der Baunutzungsverordnung und der Planzeichenverordnung.
Gemäß § 5 Baugesetzbuch (BauGB) ist im Flächennutzungsplan für das ganze Gemeindegebiet die sich aus der beabsichtigten städtebaulichen Entwicklung ergebende Art der Bodennutzung nach den voraussehbaren Bedürfnissen der Gemeinde in den Grundzügen darzustellen.
Es handelt sich um eine grafische Plandarstellung des gesamten Gemeindegebietes, in dem die bestehenden und für die Zukunft erwünschten Flächennutzungen dargestellt sind. So werden zum Beispiel Flächen von Wohngebieten, Gewerbegebieten und Ackerflächen dargestellt. Dies betrifft Flächen, auf denen diese Nutzungen schon vorhanden sind, und Flächen, auf denen diese Nutzung in Zukunft etabliert werden soll. Zweck des Flächennutzungsplanes ist keine kartographische Darstellung des Ist-Zustandes, sondern vielmehr eine in die Zukunft gerichtete konzeptionelle Entwicklungsplanung. Daher stellen die vom Ist-Zustand abweichenden planerischen Darstellungen den wesentlichen Inhalt des Flächennutzungsplanes dar, obwohl sie i. d. R. eine deutlich kleinere Fläche als die Bestandsdarstellungen einnehmen.

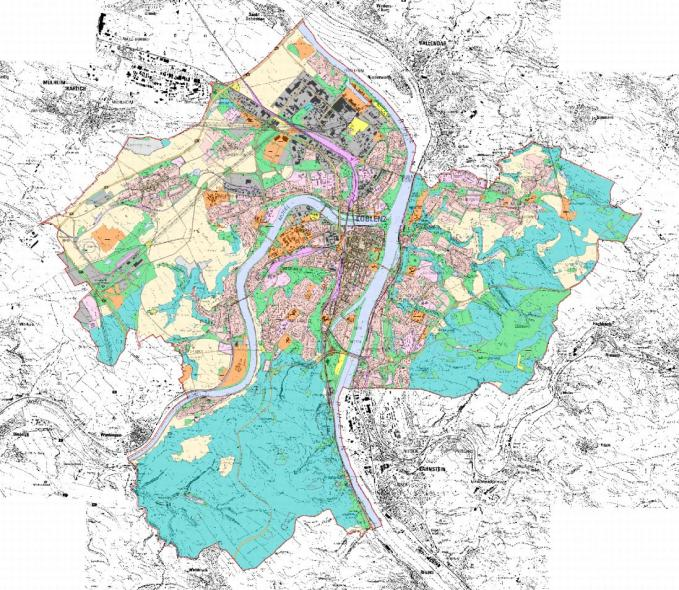
FNP Stadt Koblenz, stark vereinfacht

Besondere Bedeutung hat der Flächennutzungsplan daher für die Ausweisung von Neubaugebieten. Durch die Ausweisung von bisher unbebauten Flächen im Außenbereich als Bauflächen im Flächennutzungsplan bringt die Gemeinde ihre Absicht zum Ausdruck, diese Bereiche in einem überschaubaren Zeitraum durch die Aufstellung von Bebauungsplänen, die Durchführung von Baulandumlegungen und den Bau der technischen Erschließung zu neuen Baugebieten zu entwickeln.
Damit soll eine Informations- und Steuerungswirkung für andere Maßnahmen der öffentlichen Verwaltung erreicht werden. So kann bei baulichen Maßnahmen die zukünftige Bauflächenentwicklung einer Gemeinde berücksichtigt werden. Beispielsweise kann bei der Planung von Straßen, Entwässerungskanälen, Versorgungsleitungen oder anderen öffentlichen Einrichtungen wie zum Beispiel Schulen einkalkuliert werden, ob in deren Einzugsbereich neue Baugebiete entstehen.
Ebenso sollen Baumaßnahmen, die der Realisierung von zukünftigen Planungen entgegenstehen oder diese erschweren, vermieden werden. Durch die Darstellung einer geplanten Straße im Flächennutzungsplan soll beispielsweise in der Trasse der Bau eines im Außenbereich zulässigen Bauvorhabens wie eines landwirtschaftlichen Betriebes oder von Anlagen zur Energieerzeugung verhindert werden.
Der Flächennutzungsplan stellt ein Programm der Gemeinde dar, das für sie selbst und andere Behörden bindend ist. Für Privatpersonen können aus dem Flächennutzungsplan i. d. R. jedoch keine Rechte oder Pflichten abgeleitet werden.
Die Ausweisung von bisher unbebauten Flächen als Bauland im Flächennutzungsplan hat praktisch eine Wertsteigerung der betroffenen Grundstücke zur Folge. Man spricht in diesem Zusammenhang von Bauerwartungsland. Dennoch kann die Gemeinde diese Ausweisung durch eine Änderung des Flächennutzungsplanes wieder zurücknehmen. Wird die zulässige Nutzung eines Grundstücks aufgehoben oder geändert und tritt dadurch eine nicht nur unwesentliche Wertminderung des Grundstücks ein, kann der Eigentümer nach § 42 BauGB eine Entschädigung in Geld verlangen.
Der Flächennutzungsplan weist i. d. R. Maßstäbe zwischen 1:10.000 bis 1:50.000 auf. Der Maßstab wird vom Plangeber (i. d. R. die Gemeinde) gewählt und hängt sowohl vom planerischen Detaillierungsgrad wie auch von der Plangebietsgröße ab. Die grafisch-kartografische Darstellung wird durch eine textliche Begründung ergänzt, in der die Gemeinde die ihren Planungszielen zu Grunde liegenden Erwägungen erläutert.
Um die Lesbarkeit verschiedener Flächennutzungspläne zu gewährleisten, hat sich die farbliche und symbolische Ausgestaltung an den Vorgaben der Planzeichenverordnung zu orientieren.
Aufgrund des vergleichsweise kleinen Maßstabs eröffnen die Darstellungen des Flächennutzungsplans (im Gegensatz zu den Festsetzungen eines Bebauungsplanes) hinsichtlich ihrer räumlichen Ausdehnung einen gewissen Auslegungsspielraum. Man sagt dazu, dass der Flächennutzungsplan nicht „parzellenscharf“ ist.
Nach Vorgabe des Baugesetzbuches muss jede Gemeinde für ihr Gebiet einen Flächennutzungsplan aufstellen. Die Aufgabe, einen Flächennutzungsplan aufzustellen, kann von einzelnen Gemeinden an übergemeindliche Zweckverbände delegiert werden (Regionaler Flächennutzungsplan). Besonders in Verdichtungsräumen ist dies sinnvoll, um die räumliche Entwicklung benachbarter Gemeinden besser über kommunale Grenzen hinweg abzustimmen.
Die üblichen Inhalte des Flächennutzungsplans sind in § 5 BauGB aufgezählt, wobei es sich dabei nicht um eine zwingende Vorgabe handelt. Im Gegensatz zum Bebauungsplan, dessen Inhalte in § 9 BauGB abschließend und verbindlich vorgegeben sind, kann der Plangeber des Flächennutzungsplans die Inhalte in gewissen Grenzen und je nach planerischer Notwendigkeit variieren.
Bei den Ausweisungen des Flächennutzungsplanes spricht man von „Darstellungen“. Dieser Begriff soll auch die rechtlich andere Relevanz im Vergleich zu den verbindlichen Ausweisungen eines Bebauungsplanes unterstreichen, die man als „Festsetzungen“ bezeichnet. Jedoch enthält der Flächennutzungsplan wie der Bebauungsplan auch nachrichtliche Übernahmen (§ 5 Abs. 4 BauGB), die nicht auf der Planungsentscheidung der Gemeinde basieren, sondern den bereits vorhandenen Planungen und rechtlichen Vorgaben anderer Träger entspringen. Diese werden aus rein informativen Gründen in den Bauleitplan übernommen, weil sie für die räumliche Entwicklung und Bauvorhaben relevant sind (Beispiele: Altlasten, Naturschutzgebiete, Überschwemmungsgebiete).
Bei der Aufstellung oder Änderung eines Flächennutzungsplanes sind die übergeordneten Ziele der Raumordnung, also Ziele der Landes- und Regionalplanung, zu beachten. Flächennutzungspläne (Neuaufstellung und teilräumliche Änderungen) müssen von der übergeordneten Verwaltungsbehörde (in der Regel Bezirks- oder Landesverwaltung) genehmigt werden.
Die Vorgaben des Flächennutzungsplanes müssen wiederum bei der Aufstellung von Bebauungsplänen beachtet werden. Man spricht davon, dass der Bebauungsplan aus dem Flächennutzungsplan zu entwickeln ist. Das bedeutet konkret, dass ein Bebauungsplan für ein neues Gewerbegebiet nur für solche Flächen aufgestellt werden kann, die der Flächennutzungsplan bereits als gewerbliche Flächen darstellt. Während der Flächennutzungsplan nur die reine Flächennutzung vorgibt (hier: gewerbliche Fläche), enthält der Bebauungsplan viel ausführlichere und genauere Vorgaben zur zulässigen Bebauung wie z. B. Lage und Breite der Straßen, Anordnung und Höhe der Gebäude, Art (z. B. offene Bebauung/Reihenhäuser) und Maß der baulichen Nutzung und vieles mehr.
Die Neuaufstellung eines Flächennutzungsplanes für das gesamte Gemeindegebiete ist aufgrund der Vielzahl der zu berücksichtigenden Belange ein langwieriges Verfahren und kommt sehr selten vor. Der Flächennutzungsplan wird viel häufiger aufgrund konkreter Planungsabsichten für Teilflächen geändert. Besondere Bedeutung hat dabei das sogenannte Parallelverfahren, bei dem der Flächennutzungsplan zeitgleich mit der Aufstellung eines Bebauungsplanes geändert wird und die Verfahrensschritte, die für die Änderung des FNP und die Aufstellung des Bebauungsplanes gemäß Baugesetzbuch weitgehend gleich sind, gemeinsam sozusagen parallel durchgeführt werden.
Dies führt dazu, dass viele Gemeinden vergleichsweise alte Flächennutzungspläne haben, die zwischenzeitlich jedoch an zahlreichen Stellen geändert oder angepasst wurden. So kann es vorkommen, dass ein Flächennutzungsplan bereits vor dreißig Jahren aufgestellt wurde und bereits mehrere dutzend Änderungen aufweist.

## Inhalt

### Darstellungen
Dargestellt werden können im Flächennutzungsplan beispielsweise:
- Flächen, die zur Bebauung vorgesehen sind, untergliedert nach Nutzungsarten: Wohnbauflächen (W), gemischte Gebiete (M), gewerbliche Bauflächen (G), Sonderbauflächen (S)
- Flächen für Versorgungsanlagen und Gemeinbedarfseinrichtungen (z. B. Kläranlage, Umspannwerk, Kirche, Sportplatz, Kultureinrichtungen)
- überörtliche Straßenverkehrsflächen (Autobahnen, Bundesstraßen, Ausfallstraßen), Bahnanlagen und Flächen für den Luftverkehr,
- Grünflächen (z. B. Parks, Kleingärten, Sportplätze, Friedhöfe)
- Wasserflächen (z. B. Seen, Häfen, Hochwasserschutzanlagen)
- Landwirtschaftliche Flächen und Wald
- Flächen für Nutzungsbeschränkungen (z. B. Abstandsflächen)
- Flächen für Aufschüttungen, Abgrabungen und zur Gewinnung von Bodenschätzen
- Flächen für Maßnahmen zum Schutz, zur Pflege und zur Entwicklung von Boden, Natur und Landschaft (SPE-Maßnahmen).

### Planvorbehalt für Vorhaben im Außenbereich
Eine besondere Bedeutung kommt dem Flächennutzungsplan bei der Steuerung der Zulässigkeit von bestimmten Vorhaben im Außenbereich, insbesondere Windkraftanlagen, zu. Diese Vorhaben sind gemäß § 35 Abs. 3 Satz 3 Baugesetzbuch im Außenbereich grundsätzlich zulässig, ihnen stehen jedoch in der Regel öffentliche Belange entgegen, soweit hierfür durch Darstellungen im Flächennutzungsplan (oder als Ziele der Raumordnung) eine Ausweisung an anderer Stelle erfolgt ist.
Dieser sogenannte Planvorbehalt bedeutet konkret, dass im Falle von im Flächennutzungsplan dargestellten Flächen für Windkraftanlagen die Errichtung von entsprechenden Anlagen im übrigen Geltungsbereich des Flächennutzungsplans, d. h. im übrigen Gemeindegebiet, nicht zulässig ist. Grundlage dieser Darstellung muss eine nachvollziehbare und begründete planerische Konzeption sein.
Die gleiche Rechtswirkung kann durch Ausweisungen als Ziel der Raumordnung in Regionalplänen oder Landesentwicklungsplänen/Landesentwicklungsprogrammen erreicht werden. Es ist umstritten, auf welcher Planungsebene eine Regelung sinnvoller ist. Durch die Ausweisung auf Ebene der Regionalplanung kann besser eine Konzentration auf besonders geeignete Standorte in einer Planungsregion erreicht werden. Durch die Ausweisung im Flächennutzungsplan können die einzelnen Gemeinden ihre zum Teil auch wirtschaftlichen Interessen verfolgen. Problematisch ist dabei, dass Windkraftanlagen aufgrund ihrer großen Höhe weit über Gemeindegrenzen hinaus sichtbar sind und eine überörtliche Beeinträchtigung des Landschaftsbildes darstellen können.

## Aufstellungsverfahren und Öffentlichkeitsbeteiligung
Nach dem Baugesetzbuch (Bundesrepublik) sind Bürger sowie Verbände möglichst frühzeitig über die allgemeinen Ziele und Zwecke der Planung zu unterrichten. Ihnen ist Gelegenheit zu geben, sich zur Planung zu äußern und Änderungsvorschläge einzureichen. Die eingereichten Stellungnahmen sind mit anderen Interessen abzuwägen, bevor der Plan genehmigt werden kann.
Das Beteiligungsverfahren bei der Aufstellung, Änderung, Ergänzung oder Aufhebung eines Flächennutzungsplanes läuft in der Regel über zwei Stufen:
- frühzeitige Öffentlichkeitsbeteiligung
- öffentliche Auslegung des Planentwurfes

Ergänzend zur Beteiligung der Öffentlichkeit sind Behörden und sonstige Träger öffentlicher Belange zur Abgabe von Stellungnahmen zur Planung aufzufordern.

## Rechtswirkung und gerichtliche Überprüfung
Eine direkte gerichtliche Überprüfung der Inhalte des Flächennutzungsplanes ist für Privatpersonen in der Regel nicht möglich, da der Flächennutzungsplan für sie i. d. R. keine unmittelbare Rechtskraft oder unmittelbare Konsequenzen entfaltet. Der Flächennutzungsplan entfaltet erst über einen verbindlichen Bauleitplan (Bebauungsplan), eine Baugenehmigung oder über eine Planfeststellung Rechtswirkung für den Bürger. In der bundesverwaltungsgerichtlichen Judikatur ist indes eine Ausnahme von diesem Grundsatz anerkannt: Werden im Flächennutzungsplan Darstellungen genutzt, um Konzentrationszonen (Vorranggebiete) nach § 35 Abs. 3 Satz 3 BauGB auszuweisen, so kommt diesen eine mittelbare Außenwirkung insoweit zu, als Bauvorhaben außerhalb der dafür vorgesehenen Flächen wegen Entgegenstehens öffentlicher Interessen regelmäßig unzulässig sind. Mit Blick auf diese Ausschlusswirkung wird eine (insoweit beschränkte) prinzipale Normenkontrolle nach § 47 Abs. 1 Nr. 1 VwGO analog für statthaft gehalten.
Für die Zulässigkeit von bestimmten Bauvorhaben im Außenbereich können jedoch die Darstellungen des Flächennutzungsplanes maßgeblich sein. Da in diesem Fall der Flächennutzungsplan eine direkte Rechtsfolge für Privatpersonen hat, ist eine gerichtliche Überprüfung etwa bei der Klage gegen die Nicht-Erteilung einer Anlagengenehmigung möglich (Inzidente Prüfung).

## Regionaler Flächennutzungsplan
Eine Besonderheit stellt der Regionale Flächennutzungsplan dar (Abkürzung: RegFNP oder RFNP). Er kann in verdichteten Räumen oder bei sonstigen raumstrukturellen Verflechtungen die Ebenen Regionalplan und (gemeinsamer) Flächennutzungsplan nach § 204 BauGB in einem Planwerk zusammenführen (§ 9 Abs. 6 ROG), soweit landesrechtlich vorgesehen ist, dass die Regionalplanung durch Zusammenschlüsse von Gemeinden und Gemeindeverbänden zu regionalen Planungsgemeinschaften erfolgt. Der Regionale Flächennutzungsplan muss sowohl den Vorschriften des Baugesetzbuchs als auch des Raumordnungsgesetzes entsprechen.
Der erste Regionale Flächennutzungsplan in der Bundesrepublik wurde im Ruhrgebiet aufgestellt (3. Mai 2010, inzwischen umbenannt in Gemeinsamer Flächennutzungsplan – GFNP). Hierzu gründeten Ende 2005 die Städte Bochum, Essen, Gelsenkirchen, Herne, Mülheim an der Ruhr und Oberhausen eine Planungsgemeinschaft. Über deren Arbeit informiert die Homepage der Städteregion Ruhr 2030. Ein weiterer Regionaler Flächennutzungsplan (RegFNP) wurde für die Region Rhein-Main vom Planungsverband Ballungsraum Frankfurt/Rhein-Main aufgestellt (17. Dezember 2010).